# 말레이시아 U-23 축구 국가대표팀
말레이시아 U-23 축구 국가대표팀은 말레이시아를 대표하는 23세 이하 축구 국가대표팀으로 현재까지 하계 올림픽 본선 기록은 전무하다.

## 국제 대회 경력

### AFC U-23 아시안컵
AFC U-23 아시안컵 본선에는 3번 진출하여 이 중 2018년 대회에서 8강에 이름을 올렸고 2022년 대회와 2024년 대회에서는 3전 전패의 처참한 성적으로 조별리그 탈락의 고배를 마셨다.

### 아시안 게임
아시안 게임에는 5번 출전하여 이 가운데 2010년과 2018년 대회에서 16강에 진출했으며 나머지 3번의 대회에서는 모두 조별리그에서 탈락했다.

### 동남아시아 경기 대회
동남아시아 경기 대회에는 2019년 대회까지 11번의 대회에 모두 출전하여 2009년과 2011년 대회에서 금메달을 목에 걸었고 자국에서 열린 2001년과 2017년 대회에서는 은메달을, 2003년과 2005년 대회에서는 동메달을 수확하는 등 6번의 대회에서 메달 획득에 성공했다.

### 하계 세계 대학 경기 대회
하계 세계 대학 경기 대회에는 러시아 카잔에서 열린 2013년 대회에 유일하게 참가하여 이 대회에서 8강에 올랐다.

### 아세안 U-23 챔피언십
아세안 U-23 챔피언십에는 2번 출전하여 2005년 대회에서는 4위에 올랐지만 14년만에 참가한 2019년 대회에서는 1승 1무 1패로 최종 5위에 머무르며 4강 진출에 실패했다.

## 주요 대회 성적

### 올림픽
| 연도                                       | 결과      | 경기      | 승        | 무        | 패        | 득점      | 실점      |
| ------------------------------------------ | --------- | --------- | --------- | --------- | --------- | --------- | --------- |
| 모든 연령의 선수 참가에서 23세 이하로 변경 |           |           |           |           |           |           |           |
| 1992년                                     | 예선 탈락 | 예선 탈락 | 예선 탈락 | 예선 탈락 | 예선 탈락 | 예선 탈락 | 예선 탈락 |
| 1996년                                     | 예선 탈락 | 예선 탈락 | 예선 탈락 | 예선 탈락 | 예선 탈락 | 예선 탈락 | 예선 탈락 |
| 2000년                                     | 예선 탈락 | 예선 탈락 | 예선 탈락 | 예선 탈락 | 예선 탈락 | 예선 탈락 | 예선 탈락 |
| 2004년                                     | 예선 탈락 | 예선 탈락 | 예선 탈락 | 예선 탈락 | 예선 탈락 | 예선 탈락 | 예선 탈락 |
| 2008년                                     | 예선 탈락 | 예선 탈락 | 예선 탈락 | 예선 탈락 | 예선 탈락 | 예선 탈락 | 예선 탈락 |
| 2012년                                     | 예선 탈락 | 예선 탈락 | 예선 탈락 | 예선 탈락 | 예선 탈락 | 예선 탈락 | 예선 탈락 |
| 2016년                                     | ?         |           |           |           |           |           |           |
| 합계                                       | 0/6       | 0         | 0         | 0         | 0         | 0         | 0         |

### 아시안게임
| 연도                                       | 결과     | 경기 | 승 | 무 | 패 | 득점 | 실점 |
| ------------------------------------------ | -------- | ---- | -- | -- | -- | ---- | ---- |
| 모든 연령의 선수 참가에서 23세 이하로 변경 |          |      |    |    |    |      |      |
| 2002년                                     | 조별예선 | 3    | 1  | 0  | 2  | 3    | 6    |
| 2006년                                     | 조별예선 | 3    | 0  | 0  | 3  | 2    | 10   |
| 2010년                                     | 16강     | 4    | 1  | 0  | 3  | 3    | 9    |
| 2014년                                     | 조별예선 | 3    | 1  | 0  | 2  | 4    | 6    |
| 2018년                                     | ?        |      |    |    |    |      |      |
| 합계                                       | 4/4      | 13   | 3  | 0  | 10 | 12   | 31   |

### AFC U-23 아시안컵
| 연도   | 결과                              | 경기                              | 승                                | 무                                | 패                                | 득점                              | 실점                              |                                   |
| ------ | --------------------------------- | --------------------------------- | --------------------------------- | --------------------------------- | --------------------------------- | --------------------------------- | --------------------------------- | --------------------------------- |
| 2013년 | 예선 탈락                         | 예선 탈락                         | 예선 탈락                         | 예선 탈락                         | 예선 탈락                         | 예선 탈락                         | 예선 탈락                         |                                   |
| 2016년 | 예선 탈락                         | 예선 탈락                         | 예선 탈락                         | 예선 탈락                         | 예선 탈락                         | 예선 탈락                         | 예선 탈락                         |                                   |
| 2018년 | 8강                               | 4                                 | 1                                 | 1                                 | 2                                 | 4                                 | 7                                 |                                   |
| 2020년 | 예선 탈락                         | 예선 탈락                         | 예선 탈락                         | 예선 탈락                         | 예선 탈락                         | 예선 탈락                         | 예선 탈락                         |                                   |
| 합계   | 1/4                               | 4                                 | 1                                 | 1                                 | 2                                 | 4                                 | 7                                 |                                   |
| 순위   | AFC U-23 아시안컵 통산 순위: 16위 | AFC U-23 아시안컵 통산 순위: 16위 | AFC U-23 아시안컵 통산 순위: 16위 | AFC U-23 아시안컵 통산 순위: 16위 | AFC U-23 아시안컵 통산 순위: 16위 | AFC U-23 아시안컵 통산 순위: 16위 | AFC U-23 아시안컵 통산 순위: 16위 | AFC U-23 아시안컵 통산 순위: 16위 |

- 참고: AFC U-23 아시안컵이 올림픽 축구 아시아 지역 예선 역할을 한다.

## 같이 보기
- 말레이시아 축구 국가대표팀
- 말레이시아 여자 축구 국가대표팀